# Текстовый видеорежим

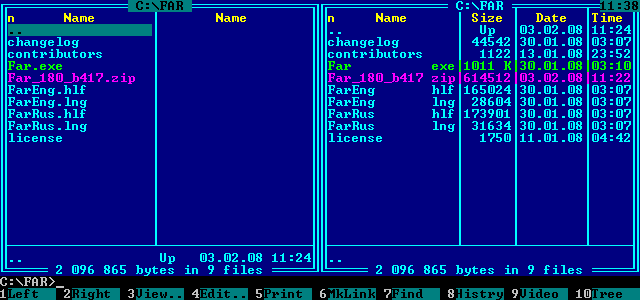
FAR Manager работает в текстовом режиме.

Текстовый видеорежим — режим компьютерного видеоадаптера, в котором экран представлен в виде решётки знакомест (а не пикселей, в отличие от графических режимов). В каждом из знакомест может находиться один символ из ограниченного набора.
Текстовые видеотерминалы начали заменять телетайпы в начале 1970-х годов и изменили способ ведения диалога оператора с компьютером. Вместо командной строки появился текстовый интерфейс пользователя; в шрифты начали вводить псевдографические символы для рисования рамок и имитации элементов графического интерфейса. Одна из кодировок с псевдографикой — CP437 (IBM).
Текстовый режим даёт превосходство над графическим в скорости и простоте программирования. К тому же в те времена (1970-е годы) считалось расточительством ставить в терминал столько видеопамяти, чтобы хранить каждый пиксель экрана. В текстовом режиме изображение генерируется динамически из матрицы знакомест и изображений символов с помощью особой схемы — знакогенератора. На более ранних ЭВМ использовались также знакопечатающие кинескопы, которые генерировали символы без сложных схем знакогенератора, используя трафарет.
Вторым преимуществом текстовых интерфейсов, связанным с терминалами, стали низкие требования к скорости связи терминала и ЭВМ.
Поскольку изображение представляет собой матрицу символов, шрифт в текстовом режиме, естественно, может быть только моноширинным — примерно таким же, как и в пишущих машинках. Таким же образом работают АЦПУ барабанного типа, так что изображение с экрана можно без проблем отправлять на печать. Более новые устройства печати (матричные принтеры) имитировали эту черту АЦПУ.
Многие ОС позволяют не только эмулировать телетайп, но и писать в любое возможное знакоместо. Для этого есть два стандарта: ANSI-графика и команды, совместимые с VT100.
Грань между текстовыми и графическими режимами размыта: например, некоторые программы (Norton Utilities) динамически переопределяют шрифт, чтобы отображать графические знаки или графический курсор мыши. Компьютер «Корвет» мог одновременно выводить текст поверх графического изображения. Иногда текстовый режим из-за его скорости применялся и в играх. Недокументированный 16-цветный графический режим CGA 160×100 с точки зрения программирования являлся текстовым режимом.
Интерфейс командной строки и эмуляторы терминала имитируют поведение компьютера в текстовом режиме.

## Технические подробности
Видеоадаптер, способный работать в текстовом режиме, имеет две особых области видеопамяти — текстовый буфер и шрифт. Шрифт — изображения всех возможных символов (как правило, битовые). Текстовый буфер — массив по количеству знакомест. Для каждого из знакомест в текстовом буфере хранятся код символа и дополнительная информация — атрибут. В зависимости от модели адаптера, атрибут может хранить цвета символа и фона, флаги инверсии, яркости, подчёркивания, мигания, девятый бит кода символа.
Работой текстового режима управляет схема видеоадаптера, именуемая знакогенератор. Работает он так. В видеоадаптере есть два счётчика: строк (Y) и пикселей в строке (X). Эти координаты делятся с остатком на размер знакоместа. Частные — координаты в текстовом буфере; остатки — координаты в шрифте. Если размеры знакоместа — степени двойки, то деление с остатком представляет собой просто отсечение верхних и нижних битов.
Координаты в текстовом буфере направляются, как нетрудно понять, в текстовый буфер. Тот возвращает код символа и атрибут. Код символа, X и Y в шрифте проходят через шрифтовую память, которая возвращает один бит — 0, если в этой позиции фон, и 1, если изображение. Схема применения атрибута (на рисунке справа не указана) превращает линии атрибута и этот бит в окончательный сигнал, пригодный к прогонке через ЦАП. В простейшем случае эта схема — мультиплексор на два входа по 4 бита, переключающий между цветом изображения и цветом фона. Эта же схема рисует текстовый курсор.
Шрифт хранится, в зависимости от модели видеоадаптера, в ПЗУ или ОЗУ. В последнем случае шрифт можно переопределить — это позволяет русифицировать компьютер или, изменяя шрифт синхронно с развёрткой, делать пиксельную графику (так работают, например, TMS9918, MOS Technology VIC и Nintendo Game Boy).
В некоторых текстовых режимах (например, на том же VT100) существуют и атрибуты строк. Строка может иметь двойную ширину.
В ранних терминалах шрифт был встроен в так называемую буквопечатающую ЭЛТ.

## Текстовые режимы на IBM-совместимых компьютерах
На IBM-совместимых машинах существует огромный выбор текстовых режимов.
| Разре- шение | Кол-во цветов | Размер символа                                                                    | Графическое разрешение | Адаптеры                   |
| ------------ | ------------- | --------------------------------------------------------------------------------- | ---------------------- | -------------------------- |
| 80×25        | Чёрно-белый   | 9×14                                                                              | 720×350                | MDA, Hercules              |
| 80×25        | Чёрно-белый   | CGA/EGA/VGA также поддерживают этот режим, качество эквивалентно 80×25, 16 цветов |                        |                            |
| 40×25        | 16 цветов     | 8×8                                                                               | 320×200                | CGA и выше                 |
| 80×25        | 16 цветов     | 8×8                                                                               | 640×200                | CGA                        |
| 80×25        | 16 цветов     | 8×14                                                                              | 640×350                | EGA                        |
| 80×25        | 16 цветов     | 9×16                                                                              | 720×400                | VGA                        |
| 80×43        | 16 цветов     | 8×8                                                                               | 640×350                | EGA и выше                 |
| 80×30        | 16 цветов     | 8×16                                                                              | 640×480                | VGA                        |
| 80×34        | 16 цветов     | 8×14                                                                              | 640×480                | VGA                        |
| 80×50        | 16 цветов     | 9×8                                                                               | 720×400                | VGA                        |
| 80×60        | 16 цветов     | 8×8                                                                               | 640×480                | VESA-совместимые Super VGA |
| 132×25       | 16 цветов     |                                                                                   |                        | VESA-совместимые Super VGA |
| 132×43       | 16 цветов     |                                                                                   |                        | VESA-совместимые Super VGA |
| 132×50       | 16 цветов     |                                                                                   |                        | VESA-совместимые Super VGA |
| 132×60       | 16 цветов     |                                                                                   |                        | VESA-совместимые Super VGA |

MDA позволяет выделять текст ярким цветом, инверсией, подчёркиванием и миганием; цветные — содержат атрибут из 4-битного цвета текста и 4-битного цвета фона. Верхний бит в цвете фона может становиться битом мигания. Видеоплаты в целом совместимы «сверху вниз»: так, EGA поддерживает все MDA- и CGA-режимы. В CGA и большинстве совместимых шрифт записан в ПЗУ и русифицируется только перепрошивкой, в EGA и выше — в ОЗУ.
Наиболее распространённый режим, применяемый как в DOS, так и в консольных программах Windows — 80×25 символов, 16 цветов. В этом режиме EGA и VGA дают более качественные шрифты, чем CGA. 40-символьные режимы использовались в играх и на телевизорах. Размеры символов в SVGA-режимах зависят от производителя. Также SVGA позволяют уменьшить количество цветов с 16 до 8, зато выводить целых 512 разных символов. Некоторые платы (например, S3) поддерживают огромные текстовые режимы (до 160×120). Чтобы работать с такими режимами в консолях Linux, применялась программа SVGATextMode.

## В настоящее время
Некоторые из современных графических программ моделируют те или иные дизайнерские ходы текстового ПО. Например, в текстовых редакторах принят моноширинный шрифт; многие roguelike не отказываются от текстовой эстетики, дополняя её широкой цветовой палитрой, недоступной в текстовом режиме, и экзотическими символами. Существует ПО, эмулирующее текстовые режимы: эмуляторы терминала или консоль ОС. Иногда (например, в Windows) эмулированную консоль можно переключить в настоящий текстовый режим (нажатием Alt+↵ Enter).
Консоль Linux работает в текстовом режиме. Большинство вариантов Linux поддерживают несколько консолей, между которыми можно переключаться нажатием Ctrl+Alt+F1, F2 и т. д.
Как экзотика, библиотека AALib позволяет показывать видео и изображения в текстовом режиме, подбирая наиболее подходящие символы консоли. Это обеспечивает зачаточный просмотр графики в текстовых браузерах наподобие Lynx.